# 沈向奎
沈向奎（1905年6月19日—1972年8月5日），別名紫文，福建省詔安縣仕江村人，中華民國陸軍中將。

## 生平
自幼家貧孤苦，早年投筆從戎，1926年黃埔四期步科畢業。参加北伐，國民革命軍第一軍历任連長、營長、團長，参加贛東、閩南、閩西剿匪諸戰役。1929年獲救國軍長官資助, 東渡日本留學, 考入日本名古屋陸軍步兵學校, 畢業后回國。正值九一八事變(1931)。1934年夏進廬山軍官訓練團第一期受訓。畢業后任第十四軍第八十三師第二四九旅上校參謀主任。西安事變 (1936) 後, 入陝討逆。
1937年暫調第十四軍第八十五師二五五旅五四九團團長。1938年五月重返第八十三師, 任少將參謀長、政治部主任。1942年八月升任第十四軍第八十三師師長。1944年豫中會戰。1945年率部入川，兼任重慶衛戍總司令部第二區指揮官。
1946年该部改编为整編第10師整编第83旅任少将旅长。堵截李先念部中原突围。並以分區清剿之策略, 肅清川、陝、豫、鄂邊區以及关中囊型地帶共軍。后升任整编第10师副师长。
1948年7月，范汉杰为增强锦州防务，组建新编第八軍，由于沈向奎为东北剿总卫立煌总司令的老部下，出任该军軍長。1948年「遼瀋戰役」第一階段的錦州保衛戰中，新八军在锦州战殁。沈向奎孤身至葫蘆島, 轉進福建。任第一二一军军长兼福州戒严司令、第五军军长、第二十五军军长。1949年九月率領所屬的第四十師、四十五師、三二五師由泉州進駐金門, 歸第廿二兵團司令李良榮將軍指揮。調任十二兵團副司令 (金門防衛副司令官)。十月底金門保衛戰時, 擔任金門西守備區指揮官, 進犯共軍登陸危急時刻, 從金門城軍部奔赴古寧頭前線132高地指揮配屬第二十五軍之原青年軍第八十軍二〇一師, 鼓舞士氣, 奮勇迎敵, 締造古寧頭大捷, 獲頒授三等寶鼎勳章乙座; 1951起兼任福建反共救國軍副總指揮, 1961年退役, 曾任台灣電力公司資深顧問, 台北市閩南同鄉會理事長等職。1972年8月5日在台北辭世，享年六十七歲。同年8月22日公祭後安葬於陽明山第一公墓。

## 家人
1938年冬, 沈將軍在成都與李菊蓀女士結婚, 育有二子二女 (沈錦國, 沈儀國, 沈源國, 沈啟國) 俱都各自有成, 2017年次子沈啟國策劃出版《最長的一夜, 1949金門戰役》。

## 荣誉

### 中华民国勋章奖章
- 四等宝鼎勋章（1947年7月17日批准[2]）